# Uggero il danese
Uggero il danese è un'opera in quattro atti di Saverio Mercadante, su libretto di Felice Romani. La prima rappresentazione ebbe luogo al Teatro Riccardi di Bergamo l'11 agosto 1834.
Gli interpreti della prima rappresentazione furono:
| Personaggio | Interprete          |
| ----------- | ------------------- |
| Aldano      | Carlo Mazzoleni     |
| Sivardo     | Luciano Mariani     |
| Aroldo      | Domenico Reina      |
| Olao        | Rosa Mariani        |
| Ulnara      | Fanny Corri Paltoni |
| Alpaide     | Giulia Corradi      |
| Adima       | Carlotta Braghieri  |
| Tebaldo     | Lelio Soncini       |

## Trama
La scena è nella Scandinavia sulle rive dell'Eyder, presso il Mar Baltico.

## Struttura musicale
- Sinfonia

### Atto I
- N. 1 - Introduzione e Cavatina di Uggero Spunta il giorno, e l'ora adduce - Cara, io dirò, stringendola (Coro, Uggero, Tebaldo, Adima)
- N. 2 - Cavatina di Aroldo e Finale I Di Sivardo appien sapea - La ravviso, è la serica fascia (Aroldo, Uggero, Tebaldo, Sivardo, Aldano, Adima)

### Atto II
- N. 3 - Cavatina di Ulnara Ciel perdonna ad un cor dolente (Ulnara, Alpaide)
- N. 4 - Finale II Lascia che cuore ed anima (Ulnara, Uggero, Alpaide, Aroldo, Sivardo, Coro)

### Atto III
- N. 5 - Aria di Sivardo Non si ascolti: io son trascorso
- N. 6 - Coro ed Aria di Ulnara Sul carro d'ebano, la notte ascende - Ei riposa, ah! posi in pace (Coro, Ulnara, Aroldo, Alpaide)

### Atto IV
- N. 7 - Preghiera Diva di pace, tempra lo sdegno (Alpaide, Coro)
- N. 8 - Duetto fra Uggero ed Ulnara Tu in catene? in queste spoglie?
- N. 9 - Quartetto Obbedisci ai celesti voleri... (Ulnara, Uggero, Alpaide, Aroldo)
- N. 10 - Coro ed Aria Finale di Uggero Possente Dea, terribile - Mentre il codardo, o popoli (Coro, Uggero, Sivardo, Ulnara, Alpaide, Aroldo)